# Дисчардж
Дисчардж (на английски: Discharge) е влиятелна английска хардкор пънк група създадена в град Стоук на Трент през 1977 г. Някои банди, които са правили кавъри на Дисчардж са Металика, Сепултура, Напалм Дет, Машин Хед и други.

## Състав
- Антъни Мартин
- Тони Робъртс
- Рой Уейнрайт
- Дейв Бриджуд

## Албуми
- Hear Nothing See Nothing Say Nothing (1982)
- Grave New World (Discharge album) (1986)
- Massacre Divine (1991)
- Shootin' Up The World (1993)
- Discharge (Discharge album) (2002)
- Untitled Studio album (2008) (Обединен студиен албум)